# Voloșkove, Zinkiv
Voloșkove (în ucraineană Волошкове) este un sat în comuna Ciovno-Fedorivka din raionul Zinkiv, regiunea Poltava, Ucraina.

## Demografie
Componența lingvistică a localității Voloșkove
     Ucraineană (88%)
     Rusă (4,89%)
Conform recensământului din 2001, majoritatea populației localității Voloșkove era vorbitoare de ucraineană (88%), existând în minoritate și vorbitori de rusă (4,89%).